# Shadows (Gordon Lightfoot)
Shadows è un album in studio del cantautore canadese Gordon Lightfoot, pubblicato nel 1982.

## Tracce
1. 14 Karat Gold – 3:56
2. In My Fashion – 3:05
3. Shadows – 3:02
4. Blackberry Wine – 3:05
5. Heaven Help the Devil – 3:14
6. Thank You For the Promises – 2:53
7. Baby Step Back – 3:59
8. All I'm After – 3:23
9. Triangle – 4:10
10. I'll Do Anything – 3:25
11. She's Not the Same – 3:11